# محمدعلی‌آباد (سلسله)
محمدعلی‌آباد یک روستا در ایران است که در بخش مرکزی شهرستان سلسله در استان لرستان واقع شده‌است.

## جمعیت
این روستا در دهستان یوسف‌وند قرار دارد و براساس سرشماری مرکز آمار ایران در سال ۱۳۸۵، جمعیت آن ۲۲۰ نفر (۴۷ خانوار) بوده‌است.